# Marco Sala
Marco Sala (Cornate d'Adda, Provincia de Monza y Brianza, Italia, 19 de agosto de 1886 - Milán, Provincia de Milán, Italia, 14 de diciembre de 1969) fue un futbolista italiano. Se desempeñaba en la posición de defensa.

## Selección nacional
Fue internacional con la selección de fútbol de Italia en 1 ocasión. Debutó el 17 de marzo de 1912, en un encuentro amistoso ante la selección de Francia que finalizó con marcador de 4-3 a favor de los franceses.

## Clubes
| Club           | País   | Año         |
| -------------- | ------ | ----------- |
| A. C. Milan    | Italia | 1908 - 1920 |
| Inter de Milán | Italia | 1920 - 1921 |